# Govc
Govc je priimek v Sloveniji, ki ga je po podatkih Statističnega urada Republike Slovenije na dan 1. januarja 2010 uporabljalo 22 oseb in je med vsemi priimki po pogostosti uporabe uvrščen na  12.345. mesto.

## Znani nosilci priimka
- Petra Govc (*1967), igralka